# Степанов, Артём Романович
Артём Романович Степанов (укр. Артем Романович Степанов; род. 10 августа 2007, Луцк, Украина) — украинский футболист, нападающий немецкого клуба «Байер 04», выступающий на правах аренды за клуб «Нюрнберг».

## Клубная карьера
Артём Степанов — воспитанник луцкой «Волыни» (первый тренер — Николай Владимирович Клёц), где занимался с шести лет. В своё тринадцатилетние проходил просмотр в донецком «Шахтёре», по итогу которого был зачислен в академию клуба. После начала вторжения на Украину Артёму предложили уехать в академию мюнхенской «Баварии», где он находился на просмотре примерно месяц; клуб готовился предложить Степанову контракт, но по итогу из-за «непонятной ситуации с неспортивной стороны» Артём так и не подписал контракт с «Баварией». Переходу в леверкузенский «Байер 04» помог старый друг отца, живший в Германии; с его помощью в середине июля он оказался на просмотре у «фармацевтов», которые через три дня предложили Степанову контракт. Также мог перейти в «Боруссию» из Мёнхенгладбаха.
7 сентября 2023 года дебютировал за «Байер 04» в товарищеской игре против «Алеманнии». 9 января 2024 года продлил контракт с клубом до 2027 года. Впервые на скамейку запасных «Байера» попал 28 августа в первом раунде Кубка Германии против «Карл Цейсс Йена». За «фармацевтов» дебютировал 26 ноября в Лиге чемпионов УЕФА 2024/2025 в матче против «Ред Булл Зальцбург», выйдя на замену на 73-й минуте вместо Патрика Шика; в возрасте 17 лет, 3 месяцев и 16 дней Степанов стал самым молодым украинским футболистом, игравшим в Лиге чемпионов УЕФА. Предыдущий рекорд принадлежал Дмитрию Чигринскому (его дебют состоялся в возрасте 18 лет и 1 месяца).
Летом 2025 года был отдан в годовую аренду в немецкий «Нюрнберг».

## Карьера в сборной
За сборные Украины до 16, 17 и 19 лет сыграл 13 матчей, где забил 8 мячей. Принимал участие на чемпионате Европы 2024 года до 17 лет, где сыграл против Сербии и Чехии.

## Стиль игры
Степанов — техничный, сильный и быстрый игрок, который хорошо видит ворота в штрафной и опасен при ударах головой. Является правшой. Своим ростом и светлыми волосами напоминает Эрлинга Холанна.

## Личная жизнь
Сын бывшего игрока «Волыни» Романа Степанова. В декабре 2023 года сдал тест на владение немецким языком на уровне A2.